# Justicia clinopodium
Justicia clinopodium är en akantusväxtart som beskrevs av Jesse More Greenman. Justicia clinopodium ingår i släktet Justicia och familjen akantusväxter. Inga underarter finns listade i Catalogue of Life.